# ITF Women’s Circuit 2013
Der ITF Women’s Circuit 2013 war nach der WTA Tour und der WTA Challenger Series die dritthöchste Turnierserie im Damentennis.

## Turniere
Insgesamt wurden 2013 für die Tennisspielerinnen auf dem ITF Women’s Circuit mehrere hundert Turniere veranstaltet.

## Weltranglistenpunkte
Abhängig von der erreichten Runde erhielten die Spielerinnen folgende Punktzahl für die Weltrangliste:
| Turnierkategorie       | S   | F   | HF | VF | AF | R32 | QLFR | Q3 | Q2 | Q1 |
| ---------------------- | --- | --- | -- | -- | -- | --- | ---- | -- | -- | -- |
| ITF 100.000 $ + H1 (E) | 150 | 110 | 80 | 40 | 20 | 1   | 6    | 4  | 1  | –  |
| ITF 100.000 $ + H1 (D) | 150 | 110 | 80 | 40 | 1  | –   | –    | –  | –  | –  |
| ITF 100.000 $ (E)      | 140 | 100 | 70 | 36 | 18 | 1   | 6    | 4  | 1  | –  |
| ITF 100.000 $ (D)      | 140 | 100 | 70 | 36 | 1  | –   | –    | –  | –  | –  |
| ITF 75.000 $ + H1 (E)  | 130 | 90  | 58 | 32 | 16 | 1   | 6    | 4  | 1  | –  |
| ITF 75.000 $ + H1 (D)  | 130 | 090 | 58 | 32 | 1  | –   | –    | –  | –  | –  |
| ITF 75.000 $ (E)       | 110 | 78  | 50 | 30 | 14 | 1   | 6    | 4  | 1  | –  |
| ITF 75.000 $ (D)       | 110 | 78  | 50 | 30 | 1  | –   | –    | –  | –  | –  |
| ITF 50.000 $ + H1 (E)  | 90  | 64  | 40 | 24 | 12 | 1   | 6    | 4  | 1  | –  |
| ITF 50.000 $ + H1 (D)  | 90  | 64  | 40 | 24 | 1  | –   | –    | –  | –  | –  |
| ITF 50.000 $ (E)       | 70  | 50  | 32 | 18 | 10 | 1   | 6    | 4  | 1  | –  |
| ITF 50.000 $ (D)       | 70  | 50  | 32 | 18 | 1  | –   | –    | –  | –  | –  |
| ITF 25.000 $ (E)       | 50  | 34  | 24 | 14 | 8  | 1   | 1    | –  | –  | –  |
| ITF 25.000 $ (D)       | 50  | 34  | 24 | 14 | 1  | –   | –    | –  | –  | –  |
| ITF 15.000 $ (S)       | 20  | 15  | 11 | 8  | 1  | –   | –    | –  | –  | –  |
| ITF 15.000 $ (D)       | 20  | 15  | 11 | 1  | 0  | –   | –    | –  | –  | –  |
| ITF 10.000 $ (E)       | 12  | 8   | 6  | 4  | 1  | –   | –    | –  | –  | –  |
| ITF 10.000 $ (D)       | 12  | 8   | 6  | 1  | 0  | –   | –    | –  | –  | –  |

- 1 Hospitality